# Limnophila luctuosa
Limnophila luctuosa là một loài ruồi trong họ Limoniidae. Chúng phân bố ở miền Australasia.